# Punta de Tarifa
La punta de Tarifa es un promontorio o cabo español perteneciente al término municipal de Tarifa, situado en la costa atlántica de la provincia de Cádiz, en Andalucía. 
Situada en el extremo suroeste de la isla de Las Palomas o isla de Tarifa, constituye el punto más meridional de la Europa continental (36° de latitud norte y 5° 36' de longitud oeste), además de ser la divisoria geográfica entre el océano Atlántico y el mar Mediterráneo, situándose justo frente al casco urbano de Tarifa. Sobre la punta se alza la cota más alta de la isla, y allí está construido el faro de Punta de Tarifa.